# Sveriges Radio P2
Sveriges Radio P2 (SR P2, ursprungligen Sveriges Radio Program 2) är en svensk rikstäckande radiokanal som produceras av Sveriges Radio. Kanalen sänder huvudsakligen klassisk musik, jazz, folk- och världsmusik samt program på andra språk än svenska. P2 sänds över FM-nätet, som DAB-radio och som en webbradiokanal på Sveriges Radios hemsida.
På internet och över FM-nätet lokalt i Stockholm sänder P2 musik eller musikrelaterade program dygnet runt. I resterande delar av landet sänds över FM-nätet istället P2 Språk och musik med sändningar på andra språk än svenska under morgonen och eftermiddagarna. Båda varianter av kanalen marknadsförs i de flesta sammanhang som enbart P2. I Stockholm sänds program på andra språk över FM-nätet i kanalen P6. 
Tidigare sändes parallellt med P2 även flera andra radiokanaler via digitalradio och webbradio. P2 Klassiskt (tidigare SR Klassiskt) sände klassisk musik och konstmusik dygnet runt, P2 Världen (tidigare SR Världen) sände folk- och världsmusik dygnet runt och kring jul sändes P2 Klassisk jul (tidigare SR Klassisk jul) med klassisk julmusik. Följande radiokanaler lades ner den 30 juni 2019 på grund av för få lyssnare.
Utbudsansvarig för P2 är Elle-Kari Höjeberg och redaktionschef är Maria Eby von Zweigbergk.

## Historia
P2 lanserades den 26 november 1955 och sände då regionala program och skolradio.
Efter att radiomonopolet hotades av piratradiosändarna Radio Syd och Radio Nord som spelade populärmusik från fartyg till havs lanserades Melodiradion den 4 maj 1961. Melodiradion kunde starta efter att ledningen på Sveriges Radio beviljats extrapengar från regeringen. Kommunikationsdepartementet påstod däremot aldrig att det rörde sig om någon panikhandling efter piratsändarnas stora framgång. Melodiradion sände lättsammare musik i P2 under morgonen och dagtid, och sedan efter ordinarie sändningar i P1. Innan Melodiradion lanserades sändes nästan ingen populärmusik i Sveriges Radios två kanaler.
Populärmusiken sändes fram till den 12 december 1966 när Sveriges Radio omprofilerade sina kanaler. Den lättsamma musiken flyttades då till P3 som startats bara några år tidigare. P2 erhöll i samband med detta sin profil mot klassisk musik och minoritetsspråk, som kanalen behåller än idag. Strax före omprofileringen besjöngs P2 av Siw Malmqvist i sin cover på Lucky Lips, "Slit och Släng", med inledningsorden "I tidningar och P2 tutar folk från morr'n till kväll".
Den 2 april 2007 startade webbsändningar av P2 på Sveriges Radios hemsida. Numera kan man även lyssna på sändningar över internet genom appen Sveriges Radio Play.

## Program
P2 sänder traditionell radio och producerar poddradio inom klassisk musik, jazz, folk- och världsmusik samt sändningar på andra språk än svenska. P2 avbryter sina musiksändningar för korta nyhetsuppdateringar från Ekoredaktionen några gånger om dagen. Kulturnytt sänder dessutom nyheter med ett fokus på konst och kultur två gånger dagligen varje vardag, en gång under morgonen och en gång under eftermiddagen. 
Ett urval av nuvarande eller tidigare program och dokumentärer: 
- CD-revyn i P2
- Den svenska musikhistorien
- Felicia
- Kalejdoskop
- Kulturnytt
- Mitt i musiken
- Musikrevyn i P2
- P2 Dokumentär
- P2 Live
- P2-fågeln

### Klassisk musik, konstmusik och opera
Merparten av vardagarna sänder P2 klassisk musik under programtitlar som bland annat Klassisk morgon, Klassisk förmiddag och P2 Klassiskt. Från 06:50 till 13:00 och sedan igen från 17:00 till midnatt sänds i princip uteslutande klassisk musik. Vardagskvällar (utom tisdagar) 19:00 samt söndagar 20:30 sänds Klassiska konserten i P2 med musik från nationella och internationella konserthus och festivaler. Från midnatt till 06:00 sänds klassisk musik genom EBU-samarbetet Euroclassic Notturno. Sändningarna produceras av BBC i Storbritannien och sänds i ett tiotal länder, utöver Sverige.
Lördagskvällar sänds Opera i P2 med direktsända eller inspelade operaföreställningar från bland annat operahusen i Stockholm, Göteborg, Malmö och Umeå, såväl som operascener i världen. P2 producerar även flera poddradio och program av mer talande karaktär med fokus på opera, under ledning av bland annat operasångaren Rickard Söderberg.
I P2 sänds även elektronisk konstmusik. Programmet Elektroniskt i P2 sänds varannan lördag klockan 22:00 med fokus på elektronisk musik, techno och experimentell ljudkonst.
Ett urval av nuvarande eller tidigare program inom klassisk musik, konstmusik och opera:
- Ad lib
- Andliga sånger
- Aurora
- Elektroniskt i P2
- Klassisk förmiddag
- Klassisk morgon
- Klassiska konserten i P2
- Klassiska podden
- Lördagsmorgon i P2
- Musik mot midnatt
- Opera i P2
- Operaguiden
- Operahuset
- P2 på hemväg
- Ström i P2
- Söndagsmorgon i P2
- Önska i P2

### Jazz, folk- och världsmusik
Programmet Folkmusiken i P2 (tidigare Klingan) sänder ett urval av ny och traditionell folk- och världsmusik under lördag- och söndagseftermiddagar samt från konserter tisdagar klockan 19:00.
Jazzradion sänder ett urval av ny och traditionell jazz under söndagskvällar samt från konserter tisdagskvällar. Sena lördagskvällar varannan vecka sänds Jazz mot midnatt. Fredagskvällar sänds dessutom programmet Rendezvous med en mix av bland annat latin jazz, exotica, salongsmusik och nujazz.
Ett urval av nuvarande eller tidigare program inom jazz, folk- och världsmusik:
- Club jazz
- Eldorado
- Folke
- Folkmusiken i P2
- Jazzarkivet
- Jazzit
- Jazzlandet
- Jazzradion
- Klingan
- P2 Jazzkatten

### Program på andra språk
Under tidiga morgnar samsänds delar av morgonprogrammet från Sveriges Radio Finska i P2, följt av såväl finska som samiska nyheter. Ett liknande block med program på andra språk än svenska sänds sedan från 13:00 till 17:00, med sändningar på bland annat finska, samiska, engelska, romska och arabiska. Även under lördagar och söndagar sänds delar av dagarna liknande program. Sändningarna på minoritetsspråk och andra språk än svenska är lokalt över FM-nätet i Stockholm och i webbradiosändningarna av P2 ersatta av mer musik eller repriserade program från veckan som gått. Delar av sändningarna samsänds i P2, P6, Sveriges Radio Finska och SR Sápmi.

### Fotnoter
1. ↑  ”Om P2”. Sveriges Radio. 29 november 2013. https://sverigesradio.se/sida/artikel.aspx?programid=3633&artikel=3614940. Läst 5 juli 2020.
2. ↑  ”Sveriges Radio lägger ner kanaler”. SVT Nyheter. 28 juni 2019. https://www.svt.se/kultur/sveriges-radio-lagger-ner-kanaler. Läst 5 juli 2020.
3. 1 2  ”Radiohistoria” (på svenska). Sveriges Radio. 25 mars 2008. https://sverigesradio.se/sida/artikel.aspx?programid=3113&artikel=1971599. Läst 5 juli 2020.
4. ↑  ”Melodiradions tillkomst”. Svenska radioarkivet. http://jvnforg.dreamhosters.com/radiohistoria/sr.htm. Läst 14 januari 2023.
5. ↑  ”Melodiradion fyller 50 år”. Sveriges Radio. https://sverigesradio.se/sida/artikel.aspx?programid=1602&artikel=4485046. Läst 5 juli 2020.